# Blechnum obtusifolium
Blechnum obtusifolium là một loài thực vật có mạch trong họ Blechnaceae. Loài này được Ettingsh. mô tả khoa học đầu tiên năm 1864.